# James Stephanie Sterling
James Stephanie Sterling, ou Jim Sterling ou também Commander Sterling, é jornalista freelance de videogame, analista, comentarista, YouTuber e esportista de luta profissional de origem inglês-americana. Antes de se tornar independente em setembro de 2014, trabalhou com edição de resenhas de Destructoid e teve autoria em conteúdo para The Escapist. Considera-se Sterling como um dos principais exemplos de YouTuber alcançando sucesso por meio de crowdfunding.

## Carreira

### Crítica de videogame
Sterling apresenta The Jimquisition, uma série semanal de vídeos do YouTube na qual discute questões atuais sobre videogames, muitas vezes envolvendo proteção do consumidor e ética na indústria de jogos eletrônicos. A série se originou no canal Destructoid no YouTube e depois foi movida para o canal The Escapist, antes de ser lançada no próprio canal de Sterling. Sua principal série de gameplays são "Jimpressions" e "Squirty Play", onde Sterling discute suas impressões sobre um videogame lançado recentemente enquanto mostra um gameplay pessoal pré-gravado. Sterling frequentemente fala contra o sexismo nos jogos e se abriu sobre o fato de que sua posição sobre esse assunto ter evoluído lentamente.
Em novembro de 2014, Sterling anunciou que estava deixando The Escapist e pretendia buscar financiamento para seu trabalho de forma independente por meio do Patreon. Em um episódio de 2020 de The Jimquisition, afirmou que havia deixado The Escapist depois que a publicação se recusou a publicar sua crítica negativa de Assassin's Creed Unity, citando que a empresa controladora Defy Media estava com medo de prejudicar qualquer oportunidade de patrocínio com a Ubisoft. Sterling também declarou seu desejo de voltar a escrever artigos e gravar podcasts, o que não podia fazer desde que deixou o Destructoid. Atualmente, Sterling mantêm seu próprio site, The Jimquisition, além de produzir um podcast intitulado "Podquisition", que é compartilhado com a colega jornalista de jogos britânica e fundadora/co-apresentadora, Laura Kate Dale. O terceiro membro fundador/co-apresentador, o músico irlandês Gavin Dunne, teve sua última aparição permanente no episódio 250, partindo para seguir carreira musical. Gavin foi substituído no episódio 251 por Conrad Zimmerman, que já havia trabalhado ao lado de Sterling em Destructoid.
Em março de 2016, a Digital Homicide Studios entrou com uma ação contra Sterling, buscando $ 10 milhões em danos por "agressão, difamação e calúnia", após a crítica negativa de Sterling de seu primeiro jogo The Slaughtering Grounds. Sterling acusou ainda a Digital Homicide Studios de excluir comentários negativos do jogo em sua página de revisão da Steam e banir os usuários que criticassem. O processo foi aumentado para $ 15 milhões, antes de ser finalmente arquivado com prejuízo no final de fevereiro de 2017.
Sterling teve créditos por cunhar o termo "Chungus", que mais tarde faria parte do nome do meme " Big Chungus". Sterling começou a usar o termo já em 2012 em seu canal em uma variedade de contextos não relacionados com diferentes significados para efeito humorístico.

### Luta livre
Sterling luta sob o nome de Commander Sterling. Inicialmente se envolveu na luta livre como uma piada, aparecendo como uma personagem com o nome de Sterdust, parodiando o personagem Stardust de Cody Rhodes, depois aparecendo como gerente de heel, antes de começar a lutar de forma independente, também como heel. Sterling lutou por promoções, incluindo Pro Wrestling EGO, Ryse Wrestling, BadBoys Wrestling (BBW) e PolyAm Cult Party. Sterling co-fundou e dirige a promoção de luta livre Spectrum Wrestling.

## Recepção
Em 2011, Sterling foi destaque em uma lista dos "25 jornalistas de jogos mais radicais para seguir no Twitter" da Complex.  Se tornou uma figura controversa no mundo do jornalismo de videogame, principalmente por suas críticas às práticas da indústria e foco na proteção do consumidor.  Fãs de alguns jogos altamente esperados, incluindo No Man's Sky e The Legend of Zelda: Breath of the Wild, lançaram ataques DDoS contra o site de Sterling após críticas que se acreditava serem insuficientemente positivas.
As opiniões de Sterling sobre jogos artísticos foram criticadas pelo criador de Spelunky, Derek Yu. Yu comparou a visão de Sterling à do crítico de arte Louis Leroy em 1874 de uma pintura de Claude Monet, que Leroy criticou por estar inacabada, enquanto o estilo de pintura mais tarde se tornaria um estilo de arte importante.

## Vida pessoal
Sterling nasceu em Londres, Inglaterra, onde viveu perto da linha da pobreza durante grande parte de sua infância e sofreu abuso emocional pelo parceiro de sua mãe. Esse abuso foi o que levou a adotar o nome "Jim Sterling", dizendo que teria alterado legalmente, se não fosse por questões legais. Em um vídeo de novembro de 2015, ao falar sobre as opções de relacionamento poliamoroso em Fallout 4, Sterling afirmou que "não eram um cara monogâmico, e nem [...] heterossexual". Sterling é abertamente pansexual e queer. Em junho de 2020, conseguiu cidadania naturalizada dos Estados Unidos. Em agosto de 2020, Sterling se assumiu como com gênero não binário. Sterling usa pronomes they/them.
No final de junho de 2020, ao discutir o movimento Speaking Out e a má conduta na indústria de videogames, Sterling mencionou seus próprios transtornos : 

Os eventos das últimas semanas foram particularmente comoventes para mim, pois comecei a aceitar minha própria história. Enquanto toda essa conversa sobre abuso está acontecendo, eu tive uma avaliação psiquiátrica onde foi confirmado que eu tinha bipolar tipo 2 e TEPT complexo como resultado do que só pode ser descrito como algumas décadas em que meu senso de identidade foi sistematicamente destruído por cuidadores, seguido por pessoas me convencendo de que eu estava inventando coisas e que não estava nem um pouco deprimido.— Jim Sterling
Sterling também tem TDAH.